# Emil Henk
Emil Henk (* 17. Dezember 1893 in Heidelberg; † 10. Mai 1969 ebenda) war ein deutscher Unternehmer, Politiker (SPD) und Widerstandskämpfer gegen den Nationalsozialismus.

## Leben und Beruf
Emil Henk legte 1913 das Abitur am Realgymnasium, dem heutigen Helmholtz-Gymnasium an der Kettengasse in Heidelberg ab und begann ein Studium der Nationalökonomie in München. Am Ersten Weltkrieg nahm er als Unteroffizier teil und wurde „vor Verdun schwer verwundet“. Nach dem Krieg studierte er ab 1920 Literaturwissenschaft in Heidelberg, wo er mit Alfred Weber, Gustav Radbruch, Wolfgang Fortner, Karl Jaspers und Friedrich Gundolf in nähere Berührung kam. Von diesem wurde er mit der Dichtung Stefan Georges vertraut gemacht, und über ihn führte er seinerseits Max Kommerell, den er vom „leeren Intellektualismus“ des Reformpädagogen Gustav Wyneken und der von diesem gegründeten Wickersdorf-Gemeinde zu überzeugen suchte, an den George-Kreis heran. Später war er als Journalist tätig. Um veröffentlichen zu können, wurde er Mitglied des 1933 gegründeten Reichsverbandes deutscher Schriftsteller, bis er 1938 aus der Reichsschrifttumskammer, in der der Reichsverband aufgegangen war, ausgeschlossen wurde. Henk war auch Inhaber einer pharmazeutischen Großhandlung, der später von seinem Sohn Richard Henk weitergeführten „Firma Emil Henk OHG“, die er nach seiner Haftentlassung übernahm und deren Leitung ihm selbst noch während des Krieges Vorwände für Reisen zu den geheimen Begegnungen mit anderen Widerstandskämpfern bot (s. unten). Zunächst im badischen Wandervogel führend, kam er 1921 in Kontakt mit der Gruppe Die Gemeinschaft um Wilhelm Fraenger, Theodor Haubach und Carl Zuckmayer. Dort lernte er Carlo Mierendorff kennen, mit dem ihn eine lange Freundschaft verband und über den er Kontakt zu Wilhelm Leuschner fand. Beide betrachtete er im Rückblick als die führenden Köpfe des sozialdemokratischen Widerstandes. Unter seinem Decknamen Rechberg leitete er nach der Machtergreifung der Nationalsozialisten 1933 eine Widerstandsgruppe im Rhein-Neckar-Raum. Am 4. Oktober 1934 wurde er verhaftet und wegen Vorbereitung zum Hochverrat angeklagt, aber wegen Mangels an Beweisen nur wegen Verstoßes gegen das Gesetz gegen die Neubildung von Parteien zu einer Gefängnisstrafe von 20 Monaten verurteilt, die er in Karlsruhe verbüßte. Auch danach stand er unter Polizeiüberwachung. Dennoch stellte er nach seiner Entlassung den Kontakt zu seinen alten Freunden wieder her und setzte die konspirative Tätigkeit unbeirrt fort. Gespräche fanden auch in seiner Heidelberger Wohnung in der Kaiserstraße 33 statt. Seit 1939 nahm er an den Treffen des Kreisauer Kreises teil und stand wie Mierendorff, Haubach und Ludwig Schwamb innerhalb des Kreises dem Gewerkschaftsflügel um Leuschner nahe, der wie Carl Friedrich Goerdeler selbst nicht zum engeren Kreis zählte, aber enge Verbindungen mit diesem und ebenso mit Goerdeler hielt. Henk rechnete sich aber wie die genannten Freunde sowie Julius Leber zu den politischen Köpfen, die auch das Bürgertum zu gewinnen für unverzichtbar hielten und in diesem Sinne auf Leuschner einzuwirken versuchten. Am 20. Juli 1944, dem Tag des Attentats auf Adolf Hitler, befand er sich zusammen mit seinem Freund Theodor Haubach auf seiner Berghütte in Oberstdorf, von wo beide wegen der Hochzeit des Sohnes Richard Henk am 29. Juli nach Mannheim zurückkehrten. Nur aufgrund einer Fahndungspanne entging Henk, der in den Planungen der Kreisauer als Landesverweser für Baden vorgesehen war, als eines von wenigen Mitgliedern des Kreisauer Kreises der Verhaftung, während Haubach bei seiner Rückkehr nach Berlin am 9. August im Haus Heinrich Gleißners verhaftet, vom Volksgerichtshof zum Tode verurteilt und hingerichtet wurde. 1944 organisierte er mit Unterstützung durch Theo Haubach, Gretha Schellworth und anderen die Rettung von Gertrud Jaspers, der jüdisch-deutschen Ehefrau von Karl Jaspers, vor dem drohenden Zugriff der Gestapo und versteckte sie im Oktober und November 1944 sowie im Januar 1945 auf entsprechende Warnungen aus Berlin hin dreimal in seinem Haus. Nach Kriegsende setzte sich Emil Henk erfolgreich bei der amerikanischen Besatzungsmacht für die rasche Wiedereröffnung der Ruprecht-Karls-Universität Heidelberg ein und kooperierte dabei eng mit Karl Jaspers. Für dieses Engagement wurde ihm 1965 die Würde eines Ehrenbürgers der Ruprecht-Karls-Universität Heidelberg verliehen, nachdem er schon 1963 für seinen „unerschrockenen Einsatz gegen Terror und Unmenschlichkeit“ mit dem Großen Verdienstkreuz der Bundesrepublik Deutschland ausgezeichnet worden war. Unmittelbar nach Ende des NS-Regimes veröffentlichte er die Broschüre „Die Tragödie des 20. Juli 1944. Ein Beitrag zur politischen Vorgeschichte“, die er „den toten Freunden“ aus dem sozialdemokratischen Widerstand Theo Haubach, Carlo Mierendorff, Wilhelm Leuschner, Adolf Reichwein und Ludwig Schwamb widmete.
Sein Vetter war der NSDAP-Politiker Karl Berckmüller.
Nach Ende des Zweiten Weltkrieges war Henk kurzzeitig (10. Mai bis 8. Juli 1945) als Amtsleiter für Unterricht und Kultus im von der US-amerikanischen Besatzungsmacht geschaffenen Oberregierungspräsidium Mittelrhein/Saar tätig, der ersten der von den Alliierten im Zuge der schrittweisen Übernahme der Regierungsgewalt im besetzten Deutschen Reich neugeschaffenen Landesregierungen. Weitere Regierungsmitglieder dieser auf Empfehlung von Alfred Weber und Karl Jaspers zusammengestellten Provinzialregierung waren der frühere Mannheimer Oberbürgermeister Hermann Heimerich als Oberregierungspräsident sowie Dolf Sternberger als Pressesprecher und Alexander Mitscherlich als Leiter der Personalabteilung und der Abteilung für öffentliche Gesundheitspflege, sie alle alte Weggefährten von Henk. Nach Bekanntwerden der Vereinbarung über die Abtretung der Besatzungshoheit an die Franzosen und der bevorstehenden Übergabe des Territoriums an die französische Besatzungszone trat Henk mit der gesamten Regierung Hermann Heimerichs am 5. Juli 1945 zurück.

## Partei
Henk trat 1926 der SPD bei. Nach dem Zweiten Weltkrieg war er am Wiederaufbau der Partei in Heidelberg beteiligt. Im Juni 1947 wurde er örtlicher SPD-Vorsitzender, nachdem er bereits seit Anfang des Jahres dort stellvertretender Vorsitzender gewesen war.

## Abgeordneter
Von 1950 bis 1952 gehörte er als Abgeordneter dem Landtag von Württemberg-Baden an. Nach der Gründung des Landes Baden-Württemberg 1952 war er von 1956 bis 1960 auch Mitglied des Landtages von Baden-Württemberg, in dem er den Wahlkreis Heidelberg-Land vertrat.

## Vorstand und Erster Vorstandsvorsitzender der Heidelberger Volkshochschule
Wie sein Freund Adolf Reichwein aus dem Kreisauer Kreis engagierte sich auch Henk für Erwachsenenbildung und wurde 1951 Mitglied des Vorstandes der Heidelberger Volkshochschule, 1957 bis zu seinem Tod deren Erster Vorstandsvorsitzender. „Die Entwicklung vom bescheidenen, mehr weltabgewandten Bildungszirkel zur umfassenden nachschulischen Erwachsenenbildungsstätte einer zeitgemäßen Volkshochschule hat er mitgestaltet, bereichernd, und führend vorangetrieben. [...] Er trug dafür Sorge, daß die Volkshochschule für jeden offen und erreichbar war; und viele Überlegungen dienten der Frage, wie die schwierige Mittelbeschaffung in Einklang zu bringen sei mit der möglichst erleichterten Teilnahme für jeden Menschen, der beruflich vorankommen, sein Weltbild erweitern und sein Handeln nach selbstverantworteter, rational überprüfbarer Entscheidung ausrichten wollte.“

## Vorsitzender des Kuratoriums der Stiftung Hilfswerk 20. Juli 1944
Von 1949 bis zu seinem Tod 1969 war Henk Vorsitzender des Kuratoriums der Stiftung Hilfswerk 20. Juli 1944. In dieser Eigenschaft hielt er fünfmal Gedenkreden im Namen der Stiftung zum Jahrestag des gescheiterten Attentatsversuchs, nämlich jeweils am 19. Juli 1953, 1955, 1958, 1960 und 1961. Außerdem korrespondierte er mit der Schriftstellerin Ricarda Huch und unterstützte sie mit Informationen für ihr Buch In einem Gedenkbuch zu sammeln...: Bilder deutscher Widerstandskämpfer.

## Mitglied des Heidelberger Kreisverbandes der Vereinigung der Verfolgten des Naziregimes
Seit 1946 war Henk Mitglied des Heidelberger Kreisverbandes der Heidelberger Kreisverbandes der Vereinigung der Verfolgten des Naziregimes.

## Veröffentlichungen
- Die Tragödie des 20. Juli 1944. Heidelberg 1946. (eine zweite erweiterte Auflage erschien im selben Jahr, DNB 451951239)
- Gefängnisgedichte. In: Ruperto-Carola. Zeitschrift der Vereinigung der Freunde der Studentenschaft der Universität Heidelberg e. V. 41, 1967, S. 112 f.
- Gefängnisgedichte. In: Gunter Groll (Hrsg.): De Profundis. Deutsche Lyrik in dieser Zeit. Eine Anthologie aus zwölf Jahren. Kurt Desch, München 1946, S. 166–163 (Zusammenstellung nicht identisch!)
- Noch einmal warf ich den Anker aus. In: Fritz Sänger: Für die Freiheit gelebt. Emil Henks Wesen und Werk. In: [Richard Henk (Hrsg.)]: In memoriam Emil Henk 1893–1969. Erinnerungen seiner Freunde. (mit Beiträgen von Carl Zuckmayer, Henry Goverts, Fabian von Schlabrendorff u. a.). Brausdruck, Heidelberg 1970, S. 39–44, hier S. 44 (das Gedicht auch in: Ruperto-Carola. Zeitschrift der Vereinigung der Freunde der Studentenschaft der Universität Heidelberg e. V. 41, 1967, S. 113.